# Treorchy
Treorchy (Treorci in het Welsh) is een plaats in het Welshe graafschap Rhondda Cynon Taf.

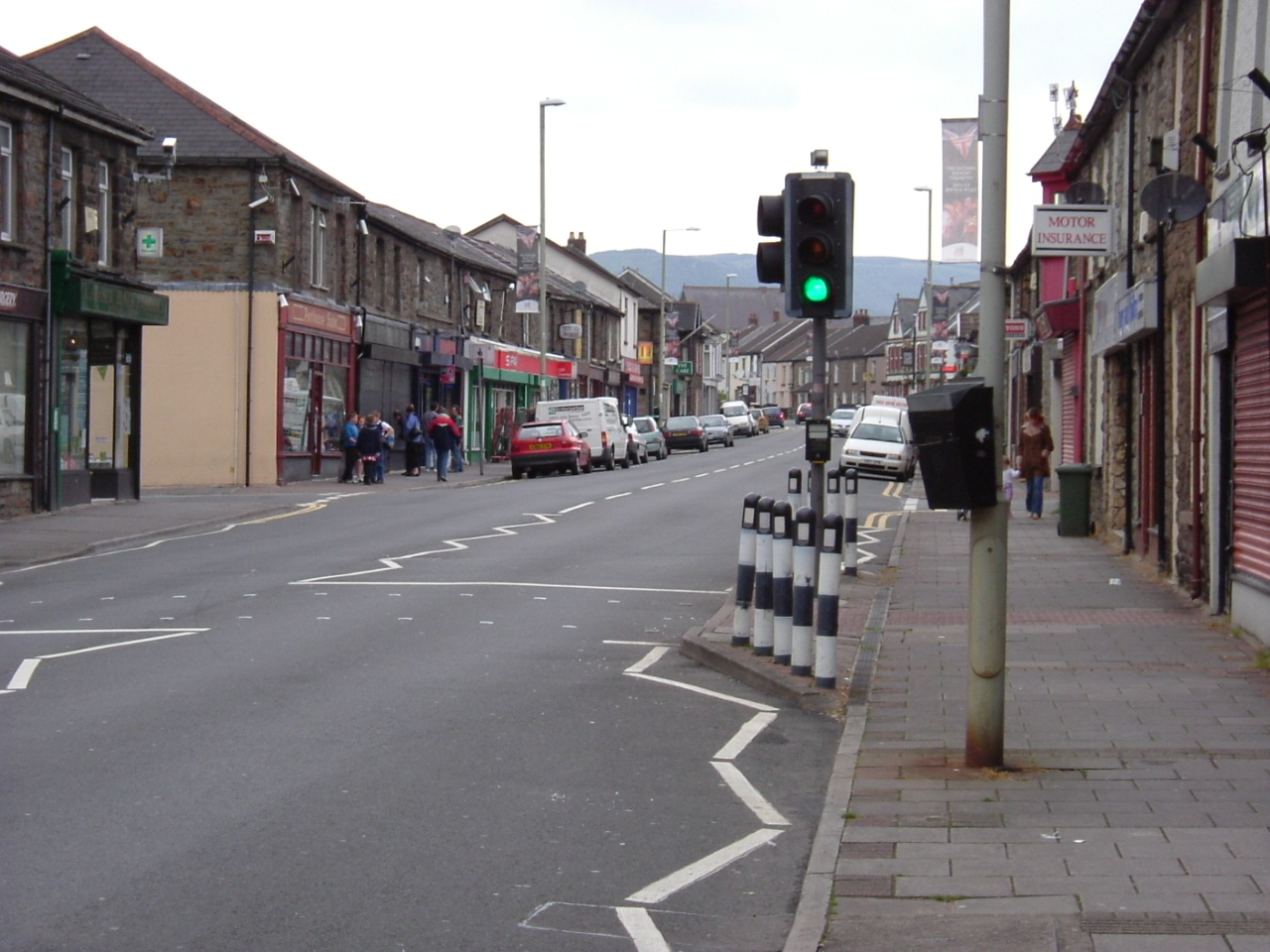
Straatbeeld

Treorchy telt 8105 inwoners.

## Geboren in Treorchy
- Ceri Morgan (1947-2020), dartsspeler